# 1746 en architecture
| Années de l'architecture : 1743 - 1744 - 1745 - 1746 - 1747 - 1748 - 1749    |
| Décennies de l'architecture : 1710 - 1720 - 1730 - 1740 - 1750 - 1760 - 1770 |

Cet article présente les faits marquants de l'année 1746 en architecture.

## Réalisations
- Asamkirche à Munich, église construite dans le style baroque et rococo par les frères Asam pour leur servir de chapelle privée.
- Église Saint-Martin de Deluz, dans le Doubs, en France, consacrée le 22 septembre.

## Événements
- 31 août : pose de la première pierre de l'église de pèlerinage de Wies.

## Récompenses
- Prix de Rome : Charles-Louis Clérisseau et Anne-François Brébion premiers grands prix ex æquo pour un grand hôtel ; François-Hippolyte Lelu et Nicolas de Pigage deuxièmes prix ; Gabriel Turgis troisième prix.

## Naissances
- 3 août : James Wyatt, architecte anglais († 4 septembre 1813).
- 10 septembre : Jacques-Jean Dutry, architecte belge († 16 février 1825).
- Date précise inconnue :
  - Eustache de Saint-Far, architecte et urbaniste français († 1822).

## Décès
- juin : Pierre Gittard, architecte français, ingénieur du roi (° 1665).
- 13 juillet : Jean-Baptiste Leroux, architecte français  (° vers 1677).
- Date précise inconnue :
  - Léopold Durand, architecte français (° 1666).
  - Giacomo Leoni, architecte italien actif à Londres (° 1686).